# NGC 4237
NGC 4237 је спирална галаксија у сазвежђу Береникина коса која се налази на NGC листи објеката дубоког неба.
Деклинација објекта је + 15° 19' 24" а ректасцензија 12h 17m 11,4s. Привидна величина (магнитуда) објекта NGC 4237 износи 11,8 а фотографска магнитуда 12,6. Налази се на удаљености од 16,8000 милиона парсека од Сунца. NGC 4237 је још познат и под ознакама UGC 7315, MCG 3-31-91, CGCG 98-130, VCC 226, IRAS 12146+1536, PGC 39393.